# Die indiskrete Frau
Die indiskrete Frau ist eine deutsche Stummfilmkomödie aus dem Jahre 1927 von Carl Boese mit Jenny Jugo in der Hauptrolle. Die Geschichte basiert auf der Novelle Der Kopfpreis von Friedrich Raff.

## Handlung
Frau Marschall ist zwar erst fünf Monate mit ihrem Gatten, einem etwas steifen Bankier, verheiratet, beginnt sich jedoch bereits zu langweilen. Daher versucht sie dieser Tatsache entgegenzuwirken, indem sie ständig irgendwelche Gründe findet, eifersüchtig zu sein. Da der Gatte angeblich jeden Tag eine Stunde lang in einer Konditorei in der Vorstadt verbringt, unterstellt sie ihrem ahnungslosen Gatten sofort, dass es sich dabei um ein getarntes Rendezvous handeln müsse. Dem stillen Kompagnon ihres Gatten kommt dieser Verfolgungswahn Frau Marschalls durchaus recht, hat er doch selber Interesse an der hübschen jungen Dame, und so schürt er ihren haltlosen Verdacht. 
Um Gewissheit zu bekommen, heuert Frau Marschall einen Detektiv an, der ihren mutmaßlich treulosen Gatten auf Schritt und Tritt beobachten soll. Dabei gerät der eifersüchtigen Bankiersgattin ein folgenschwerer Fehler, denn sie engagiert anstatt eines Detektivs einen stellungslosen Schauspieler, der sich als Detektiv ausgibt, um auf diese Weise Geld zu verdienen. Dass der Habenichts nun plötzlich über Geld verfügt, bringt nun wiederum dessen Frau auf den Plan, und auch sie heuert eifersüchtig einen eigenen Detektiv an, nur diesmal einen richtigen. Auch Herr Marschall beginnt sich über das merkwürdige Verhalten seiner Frau zu wundern und tut was? Er nimmt sich einen Detektiv! Dabei handelt es sich ausgerechnet um den falschen Detektiv-Darsteller, der bereits in Diensten seiner Gattin steht … Das Chaos nimmt seinen Lauf.

## Produktionsnotizen
Der Film wurde im Juni und Juli 1927 im Phoebus-Film-Atelier gedreht, passierte am 26. Oktober desselben Jahres die Filmzensur und wurde am 25. November 1927 in Berlins Marmorhaus uraufgeführt. Die Länge des mit Jugendverbots belegten Films betrug 2307 Meter, verteilt auch sechs Akte.
Franz Schroedter entwarf die Filmbauten. 

## Kritik
Für das Tagblatt war dies ein „Kabinettsstück aus dem Eheleben voll lustiger Einfälle und toller Verwechslungen bietet uns … ‚Die indiskrete Frau‘.“
Der Tag dekretierte: „Ein Filmlustspiel, reich an Pikanterien und komischen Situationen.“